# Relieful României

Harta reliefului României

Relieful României se caracterizează printr-o mare diversitate și complexitate. Din întreaga suprafață a României, 27% este ocupată de munți (peste 800 m altitudine), 42% de dealuri și podișuri (200–800 m altitudine) și 30% de câmpii (sub 200 m altitudine).
Relieful este axat pe arcul Carpaților. În centrul teritoriului se află Podișul Transilvaniei, înconjurat de lanțurile muntoase ale Carpaților Orientali, Meridionali și Occidentali, la exteriorul cărora se întind, ca o treaptă mai joasă, podișuri și câmpii, către care trecerea se face prin intermediul dealurilor subcarpatice.
Diversitatea tipurilor genetice de relief este caracteristică și spațiului românesc. Relieful structural este pus în evidență de abrupturi și denivelări în Carpați și Podișul Dobrogei de Nord. De asemenea, horstul dobrogean s-a constituit pe resturi hercinice în condițiile eroziunii diferențiale a peneplenei. Relieful petrografic este dezvoltat pe roci cristaline în Carpați și Podișul Dobrogei. Relieful dezvoltat pe roci solubile reprezintă peste 20 % din teritoriul țării, mai relevant fiind relieful carstic din aria carpatică. Tot în Carpați este specific și relieful dezvoltat pe gresii și conglomerate, în ariile de orogen, alături de care evoluează relieful vulcanic și cel grefat pe roci metamorfice. Pe spațiile mai joase se afla relieful dezvoltat pe argile, marne, nisipuri și depozite leossoide. Relieful glaciar este bine reprezentat în părțile înalte ale Carpaților Meridionali și în Munții Rodnei, prin circuri glaciare, în timp ce relieful periglaciar este distribuit, în mod variat, pe întreg teritoriul țării. De asemenea, relieful fluviatil și cel litoral au o reprezentare specifică pe teritoriul României.
Relieful României este caracterizat prin patru elemente: varietate, proporționalitate, complementaritate și dispunere simetrică, dat fiind numărul mare de forme de relief, repartiția aproximativ egală a principalelor unități de relief (35% munți, 35% dealuri și podișuri și 30% câmpii) și gruparea reliefului.
Carpații Românești se extind ca un inel, ce închide o mare depresiune în centrul țării, cea a Transilvaniei. Sunt munți cu altitudine mijlocie, fragmentați, cu un etaj alpin, pășuni alpine și întinse suprafețe de eroziune, a căror altitudine maximă se atinge în vârful Moldoveanu (din Munții Făgăraș), la 2 544 de metri. Pe teritoriul României, Munții Carpați au o lungime de 910 km.
La exterior Munților Carpați se află un inel de dealuri — Subcarpații și Dealurile de Vest — locurile cele mai populate, datorită bogatelor resurse de subsol (petrol, cărbuni, sare) și condițiilor favorabile culturii viței-de-vie și pomilor fructiferi. În est și sud se extind trei mari podișuri (Moldovei, Dobrogei și Getic), dar și Podișul Mehedinți, în timp ce în sud și vest se întind două mari câmpii, Câmpia Română (îngustată spre est) și Câmpia de Vest.
Delta Dunării este cea mai joasă regiune a țării, sub 10 m altitudine, cu întinderi de mlaștini, lacuri și stuf. Ceva mai înălțate sunt grindurile fluviale și maritime (Letea, Caraorman, Sărăturile) pe care se grupează satele de pescari. Este un teritoriu descris din Antichitate de numeroși oameni de știință ai vremurilor, printre care Herodot, Strabon, Ptolemeu sau Plinius cel Bătrân. Delta Dunării a fost introdusă în lista patrimoniului mondial al UNESCO în 1991 ca rezervație naturală a biosferei.
România beneficiază de toate tipurile de unități acvatice: fluvii și râuri, lacuri, ape subterane, ape marine. Particularitățile hidrografice și hidrologice ale României sunt determinate, în principal, de poziția geografică a țării în zona climatului temperat-continental și de prezența arcului carpatic. Factorul antropic a contribuit la unele modificări ale acestor particularități.

## Munții României
Carpații Românești se extind ca un inel, care închide o mare depresiune în centrul țării, a Transilvaniei. Sunt munți cu altitudine mijlocie, fragmentați (de văi transversale total sau parțial) și prezintă un număr însemnat de depresiuni intracarpatice (cu diferite geneze), cu un spectaculos etaj alpin, cu pașuni alpine, cu întinse suprafețe de eroziune. Acești munți au fost, din cele mai vechi timpuri, loc de retragere și de adăpost al populației pe timpul invaziilor străine. Datorită caracteristicilor locale, au apărut și așezări permanente (în depresiuni și pe culoarele de vale), dar și temporare (odăi, sălașe) care ating plafonul de 2000 m. În Carpații Apuseni se atinge altitudinea de 1200 m pentru așezările permanente. Raportat la continentul european, Carpații reprezintă sistemul nord-estic montan alpin, care începe din Bazinul Vienei și ține până în Valea Timocului, pe o lungime de aproximativ 1500 km (cel mai lung lanț montan din Europa) și se întinde pe o suprafață de 170 000 km². Pe teritoriul României au o lungime de 910 km. Carpații românești fac parte din sectorul estic al sistemului muntos alpin, bine individualizat prin direcția generală a culmilor principale, prin altitudine, prin masivitate și structură. Rezistența Platformei Ruse le-a impus Carpaților la formare o direcție de la nord-nord-vest spre sud-sud-est, direcție modificată apoi spre vest de horstul hercinic dobrogean.
 Astfel, Munții Carpați, care se ridică până la peste 2 500 m, domină relieful României, altitudinea maximă de 2 544 m fiind în vârful Vârful Moldoveanu din Munții Făgăraș. Carpații sunt apreciați ca munți cu înălțime mijlocie și mică și au altitudinea medie de 840 m. De asemenea, circa 90 % din suprafața lor se află sub altitudinea de 1500 m. Cea mai mare parte din aria carpatică având peste 2000 m, în proporție de 85 %, se află între Valea Prahovei și Culoarul Timiș-Cerna. Treapta munților prezintă, deci, diferențieri din punct de vedere hipsometric: Carpații Meridionali, cu altitudinea medie de 1136 m, Carpații Orientali, cu altitudinea medie de 950 m și Carpatii Occidentali, cu altitudinea medie de 654 m.
Carpații românești se împart în trei mari grupe:
- Carpații Orientali, aflați între granița de nord și Valea Prahovei, reprezintă 52,2 % din întreaga arie carpatică, cuprinzând depresiuni largi și numeroase pasuri ce permit circulația rutieră și feroviară între Moldova și Transilvania; pe latura vestică a Carpaților Orientali se întinde cel mai mare lanț de munți vulcanici din Europa: Oaș, Gutâi, Țibleș, Călimani, Gurghiu, Harghita, Bodoc etc. Formați ca și celelalte unități ale Carpaților românești, în timpul orogenezei alpine, prezintă varietate litologică, fiind constituiți din sișturi cristaline, roci sedimentare și roci vulcanice, dispuse în trei șiruri paralele. Altitudinea maximă este de 2303 m, iar gradul de fragmentare este ridicat, fiind dat de prezența depresiunilor și văilor dispuse transversal și longitudinal. Între văile Oituz și Prahova, Carpații Orientali își schimbă direcția (de la N-V la S, spre S-V și V), formând Carpații de Curbură. Masivele care alcătuiesc Carpații Orientali au următoarea alcătuire: în vest roci vulcanice, în centru roci cristaline iar în est și sud roci sedimentare. Principalele resurse sunt: minereuri de cupru, plumb, aur, argint, mangan, cărbuni, ape minerale etc.
- Carpații Meridionali, cuprinși între Valea Prahovei și culoarul Timiș-Cerna, se întind pe aproximativ 21 % din spațiul montan românesc. În această grupă se întâlnesc cei mai înalți munți din România, 11 vârfuri au altitudini de peste 2500 m. Caracteristicile morfometrice sunt superioare celorlalte unități carpatice. Dovada o constituie înălțimea maximă de 2544 m, înclinarea medie a reliefului de 25 – 35 % și adâncimea fragmentării, care, pe alocuri, variază între 500 și 1000 m. Masivitatea pronunțată se explică prin structura litologică, prin predominarea sișturilor cristaline. În plus, aceste tipuri de roci au conservat cel mai bine urmele glaciațiunii pleistocene și, ca urmare, Carpații Meridionali adapostesc cea mai mare varietate de forme glaciare: circuri și văi glaciare, custuri, șei de transfluență, morene frontale și laterale, praguri glaciare. Acestea sunt fie izolate, fie grupate, în acest din urmă caz formând complexe glaciare. De asemenea, rocile metamorfice sunt cele care au condiționat menținerea urmelor modelarii policiclice, în cadrul lor evidențiindu-se trei suprafețe de nivelare (Borăscu, Râu-Șes, Gornovița), precum și umeri de vale. Nu în ultimul rând, este de menționat relieful carstic prezent pe calcarele din care sunt construite extremitățile munților.[7] Munții sunt formați din roci cristaline și culmi calcaroase.
- Carpații Occidentali, ce se întind între Defileul Dunării la Sud, și Someș la Nord, au trecut, pe parcursul orogenezei alpine, prin etape de înălțare și de coborare, prin accidente tectonice pe parcursul cărora s-au definitivat masivele sub formă de horsturi si grabene. Liniile de falii formate au permis apariția efuziunilor vulcanice și conturarea unor forme vulcanice care s-au păstrat până azi. Ponderea mare a rocilor dure (sișturi cristaline, granite, banatite) explică masivitatea reliefului. Prezența calcarelor a favorizat dezvoltarea reliefului carstic pe o suprafata de 2467 km², acesta fiind marcat prin peșteri și forme carstice minore. Și în cadrul lor, procesele tectonice sacadate, cu faze de înălțare urmate de lungi perioade de liniște tectonică, au contribuit la formarea suprafețelor de nivelare, însă la înălțimi mult mai reduse în comparație cu celelalte ramuri carpatice. Altitudinea maximă este de 1849 m în Munții Apuseni.[7] Principalele resurse sunt: minereuri feroase și neferoase, cărbuni, materiale de construcții, izvoare minerale etc.

### Demografia montană
Munții reprezintă o treime (33%) din teritoriul României.
În anul 2011, în această zonă existau 826 de localități, din care 80 de orașe mici și mari.
În anul 2015, aproximativ 16 la sută din populație mai locuia în zonele montane ale României.

### Promovarea zonei montane în România
În România post-comunistă au fost înființate diverse asociații și organizații pentru promovarea zonei montane:
- Comisia Zonei Montane din România (1990)
- Institutul de Montanologie - Sibiu (1991)
- Agenția Națională a Zonei Montane (1994)
- Centrul de Formare și Inovație pentru Dezvoltare în Carpați - CEFIDEC Vatra Dornei (1994)
- Agenția Zonei Montane (2014) [11]
- Centrul de Economie Montană - CE-MONT (2015)

ONG-uri:
- Forumul Montan din România (2002)
- Asociația Națională pentru Dezvoltare Rurală Montană - ROMONTANA (2000) [12]
- Federația Agricultorilor de Munte - Dorna (1993)